# 小行星14669
小行星14669（14669 Beletic）是一颗绕太阳运转的小行星，为主小行星带小行星。该小行星于1999年2月16日发现。

## 轨道参数
小行星14669的轨道半长轴为3.9894195 UA，离心率为0.120。